# Rockbitch
Rockbitch – brytyjski, żeński zespół gothic metalowy oraz queercore znany z wykorzystywania podczas występów nagości i pogańskich rytuałów. Do swych koncertów i performance często włączał wykonywane akty seksualne. Jedna z najbardziej kontrowersyjnych i skandalizujących grup żeńskich w historii muzyki.

## Historia
Zespół Rockbitch powstał w roku 1989, założony pod nazwą Cat Genetica przez basistkę Amandę Smith-Skinner ("the Bitch") i gitarzystę Tony’ego Skinnera ("the Beast"). Wkrótce potem zespół został przemianowany na Red Abyss, a do składu doszły kolejne członkinie z matriarchalnej, poliamorycznej, pogańskiej oraz feministycznej wspólnoty jakiej twórczynią i liderką była Smith-Skinner.
Muzycznie Red Abyss opierał się na jazzowych, funkowych i rockowych wpływach z dominującym wokalem Julie Worland przypominającym głos Janis Joplin. Z biegiem czasu ich muzyka nabrała ostrzejszego, bardziej punkowego i metalowego brzmienia. Gdy w zespole zaszły zmiany personalne (perkusista Steve został zastąpiony przez Jo Heeley) zmieniono też nazwę grupy. Od tego momentu (1992) zespół istniał już jako Rockbitch, aczkolwiek skład jego ulegał zmianom, przez zespół przewinęły się takie postaci jak  'Luci the S.tage Slut', 'The Haema-Whore', Kali czy Erzulie the Sex Magik Priestesses.
Zespół często koncertował. Do krajów gdzie wystąpił zaliczają się Niemcy, Francja, Szwajcaria, Holandia, Szwecja, Dania, Wielka Brytania (ale zabroniono mu występów w Szkocji), Włochy, Hiszpania, Finlandia, Słowenia, Czechy i Estonia. Przygotował też promocyjne tournée, którego wiodącym tematem była wolność pojmowana przez wyzwolenie seksualne. Tournée to w założeniu obejmowało koncerty w Kanadzie, ale ostatecznie zabroniono im tam wystąpić.
Rockbitch podczas koncertów wykorzystywał kamery wychwytujące detaliczne ujęcia tego co dzieje się na scenie i wyświetlające je na telebimie z tyłu sceny, telebim był też wykorzystywany do odtwarzania materiałów powiązanych tematycznie z wykonywanymi utworami.
Występy Rockbitch spotykały się wszędzie z ogromnymi kontrowersjami a członkowie zespołu nierzadko dostawali pogróżki od rozmaitych ultrareligijnych organizacji. Krytycy zarzucali zespołowi sprzedawanie beznadziejnej muzyki pod płaszczykiem seksu i pogaństwa.
W rzeczy samej, prócz odbywania rozmaitych aktów seksualnych podczas wykonywanych performance, funkcjonował też podczas każdego koncertu konkurs o nazwie "The Golden Condom" (złoty kondom). Zabawa ta polegała na rzucie prezerwatywą w niesprecyzowanym momencie ze sceny pomiędzy publiczność. Szczęśliwy zwycięzca, któremu udało się go złapać (obojętnie mężczyzna czy kobieta, płeć nie grała tu roli) zapraszany był na zaplecze sceny na seks z jedną bądź więcej członkiń zespołu. Zdarzało się, że ze sceny rzucano kilka prezerwatyw zamiast jednej.
Funkcjonował też comiesięczny konkurs o nagrodę "Platinum Condom" (platynowy kondom) będącą erotycznym spotkaniem z Luci, Nikki i Babe. Również ten konkurs był otwarty dla osób wszelkiej płci i orientacji, a warunkiem uczestnictwa było tylko ukończone 18 lat życia i wysyłanie wiadomości e-mail z podaniem nazwiska, płci, kodu pocztowego, numeru telefonu oraz adresu e-mail.
Skład Rockbitch stał się całkowicie żeński w roku 2000. Oryginalny wiodący gitarzysta Tony Skinner odszedł, zajmując się produkcją muzyczną i managementem. Z kolei Lisa Wills (znana jako 'Babe') zmieniła gitarę na sekcję rytmiczną, a grę na gitarze podjęła Luci poprzednio "Stage Slut" (jedna z nagich tancerek i seksualnych performerek).
Członkinie zespołu będące ekspatami, mieszkały wspólnie w poliamorycznej wspólnocie dysponującej posiadłością po byłym klasztorze w Metz we Francji. Jak mówiły same o sobie – „Rockbitch – poganki, lesbijki, dziwki, które mieszkają w starym klasztorze we Francji i grają „Bitchrock”, rewolucyjną i ekstremalną odmianę rockowego teatru”.
Okres występów zespołu na żywo obejmował lata 1998 do 2002 jednak spotykał się z coraz większym oporem ze strony władz. W szczególności dotyczyło to angielskich, niemieckich i norweskich rad miejskich, które często blokowały ich występy. Właśnie z powodu braku zgody na występ zespołu w Almelo w Holandii, holenderski producent telewizyjny TVAmsterdam zwrócił uwagę na zespół, ale zmuszony był zaaranżować występ poprzez "nie-holenderskiego" managera w Zaandam aby nagranie show mogło dojść do skutku i aby mógł powstać dokumentalny film zatytułowany "Bitchcraft".
Jak później stwierdziła Babe w programie Anna in Wonderland w 2002: "Rockbitch nie miał problemów z chłopcami widzącymi piersi, bo to była część naszego spotkania z publicznością, inni dostrzegali w występie głębszy sens, ale obie te grupy bawiły się równie dobrze".
Kontrowersyjne występy mimo stosunkowo krótkiego okresu dały jednak zespołowi dużą rozpoznawalność i sporą grupę fanów, wśród których byli nawet tak znamienici jak Lemmy Kilmister z zespołu Motörhead.

## Aktywność pozasceniczna
Członkinie grupy udzielały się publicznie w kwestiach kobiet oraz seksualnych, były laureatkami dorocznej nagrody Sex Maniacs Ball (obecnie Night of the Senses) ufundowanej przez Tuppy’ego Owensa, otwarcie też wyrażały podziw dla seksualnych ikon działających w polityce, takich jak Annie Sprinkle czy Betty Dodson i generalnie lobbowały za nieskrępowaną kobiecą seksualnością jako zdrową częścią ludzkiej natury.
W roku 1997 pojawiły się doniesienia tabloidów, że Rockbitch dawał również występy dla dzieci i młodzieży w wieku szkolnym, nawet ośmiolatków, aczkolwiek na tę okoliczność zmienił nazwę na "Rocky Beaches", ubrał przyzwoite stroje i śpiewał piosenki niemające nic wspólnego z seksem.

## Rozpad zespołu i późniejsza działalność
Jak wspomniano wyżej, działania Rockbitch nie spotykały się z przychylnym odbiorem części społeczeństw w krajach w jakich koncertowały, występy były utrudniane lub uniemożliwiane czasem nawet w ostatniej chwili, doszło do odwołania tournée liczącego 44 występy, a poszczególne członkinie podczas ostatniej trasy w 2002 roku dostawały pogróżki od rozmaitych proreligijnych osób i organizacji. Po nagraniu swego pierwszego studyjnego albumu zatytułowanego Motor Driven Bimbo, Rockbitch został porzucony przez swą wytwórnię płytową lobbującą za zmianą image zespołu. W efekcie druga, mocno gotycka płyta zatytułowana Psychic Attack nigdy się nie ukazała.
W następstwie nieustających nacisków wywieranych na zespół za pośrednictwem nawet brytyjskiego Interpolu odnośnie do ich seksualnej tematyki oraz wykonywanych performance, Rockbitch zaprzestał występów na żywo. Ostatni koncert wraz z ostatnim rozdaniem "złotego kondomu" odbył się w 2002 roku w Worcester w Wielkiej Brytanii.
Również w 2002 roku już po zakończeniu działalności BBC Choice wyemitował 30 minutowy dokument o zespole. Dłuższy, godzinny dokument został wyemitowany na kanale Channel 5 w 2003 roku w Wielkiej Brytanii.
W roku 2005 dotychczasowi członkowie Rockbitch stworzyli zespół o nazwie MT-TV. Był to wyłącznie muzyczny projekt, bez seksu ani nagości jak za czasów Rockbitch. W zamian za to włączono elementy teatralne. Po odbyciu tournée po Wielkiej Brytanii latem 2005 roku, wyjechali na koncerty do Stanów Zjednoczonych. Początkowa część ich amerykańskiego tournée została zarejestrowana na DVD zatytułowanym Shevolution, a wydanym przez Blackwing Films rok później w 2006.
Amanda i Jo następnie w 2006 roku weszły w skład zespołu Syren wraz z piosenkarką i kompozytorką Erin Bennett. 11 stycznia 2011 Jo zmarła z powodu nowotworu piersi. Amanda niedługo potem zakończyła karierę muzyczną. Erin Bennett w dalszym ciągu występuje jako solowa artystka ze wspierającym zespołem, porzuciła jednak nazwę Syren.
Prawie wszystkie członkinie zespołu do dziś (2016) w dalszym ciągu mieszkają razem we wspólnocie w Metz.

## Skład zespołu
- Julie Worland: śpiew

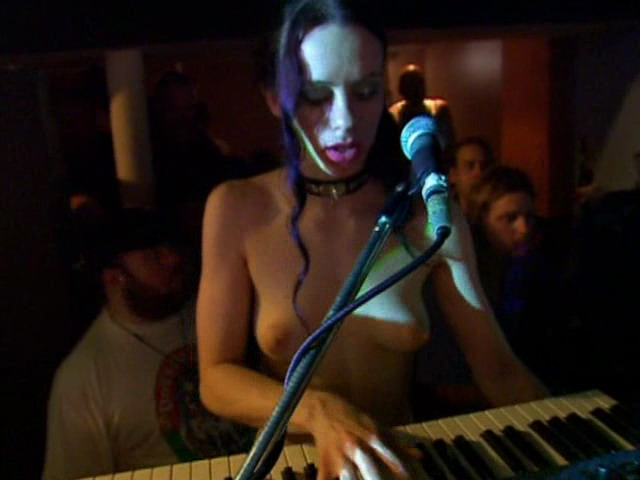
Nikki Fay

- "Luci": gitara (od 2000, poprzednio tancerka i seks performerka)
- Amanda Smith-Skinner ("the Bitch"): gitara basowa bezprogowa
- Nikki Fay: fortepian, flet
- Joanne Heeley ("Jo"): perkusja
- Lisa Wills ("Babe"): gitara wiodąca, chórki (również webmistress)
- Tony Skinner ("the Beast"): gitara w Motor Driven Bimbo oraz producent obu albumów studyjnych
- "Chloe": tancerka, seks performerka
- Suna Dasi ("Kali"): tancerka, seks performerka
- Martina ("Erzulie"): tancerka, seks performerka

## Dyskografia
- Luci's Love Child (jako Red Abyss) (1992) (Eurock)
- Rockbitch Live in Amsterdam (1997) (Crystal Rock Syndicate)
- Bitchcraft (koncertowe i dokumentalne video, 1997, opublikowane na DVD) niedostępny w takich krajach jak USA, Japonia
- The Bitch O’Clock News (dokumentalny i videoklipy, 1998) przygotowany pod promocję w USA i Japonii
- Motor Driven Bimbo (1999) (Steamhammer)
- Psychic Attack (nieopublikowany) (2002)
- Sex, Death and Magick (koncertowe i dokumentalne video, 2002)